# CIECH
CIECH S.A. este o companie înființată în Łódź, Polonia în 1945, unul dintre liderii industriei chimice europene. Grupul CIECH este format din 8 componente de producție, pe lângă afacerile comerciale și de servicii. Veniturile sale anuale plasează compania printre primele cincizeci de companii poloneze. În 2014, compania a angajat peste 3.900 de persoane în Polonia, Germania și România. CIECH este listată la Bursa de Valori din Varșovia din februarie 2005 și la Bursa din Frankfurt din august 2016.

## Istorie
Compania a fost fondată în 1945 sub denumirea de Centrala Importowo-Eksportowa Chemikalii i Aparatury Chemicznej (Centrul de import-export pentru produse chimice și instrumente chimice) controlat de stat în 12 țări. Primul sediu social a fost situat în Łódź, Polonia. În 1946, CIECH și-a mutat sediul în Varșovia.
Anii 1960 și 1970 au adus succesele companiei pe piața de sulf (când „aurul galben” polonez a ocupat locul doi în lume la exportul acestei materii prime), îngrășăminte azotate, produse farmaceutice, produse cosmetice, vopsele și lacuri. În 1976, aproape 95% din produsele chimice poloneze au fost vândute pe piețele externe prin CHZ CIECH.

## Afacerea grupului Ciech S.A. în România
CIECH Soda România (fostele Uzinele Sodice Govora) este o companie aflată acum în sudul României, în Govora, unde operează la Râmnicu Vâlcea.
Începând cu 18 septembrie 2019, CIECH Soda România a fost nevoită să oprească activitatea și producția să intre în stand-by, după ce alimentarea cu abur industrial a fabricii a fost suspendată de către unicul furnizor, CET Govora care a denunțat unilateral contractul pentru furnizarea aburului, pe care îl avea semnat cu grupul CIECH Soda România S.A  la 1 aprilie 2019. În cele din urmă, prețul agentului termic a urmat să crească cu mai mult de 135% față de anul 2018. Contractul trebuia să fie valabil până la sfârșitul anului 2020.
Fabrica românească de sodă a fost preluată de prima filială străină achiziționată de CIECH în decembrie 2006.

## Problemele financiare legate de grupul CIECH
În ciuda situației confortabile pe piața principală a grupului, CIECH S.A. a înregistrat o scădere a profitului foarte mare, venitul fiind în valoare de 0,93 milioane PLN pe profit net în trimestrul al treilea. Totul s-a întâmplat din cauza problemelor financiare pe care le are în România, deoarece sitauția e legată de diminuarea producției de pe Platforma Chimică din Râmnicu Vâlcea în privința sistării alimentării cu agent termic de unicul furnizor de abur tehnologic CET Govora S.A. către Ciech Soda România în acest caz.